# New Generation
«New Generation» — третий и последний сингл из альбома Dog Man Star группы Suede, выпущенный 30 января 1995 года на лейбле Nude Records. Это первый релиз группы с участием нового гитариста Ричарда Оукса («Together» и «Benstwood Boys»), хотя титульная композиция написана Бреттом Андерсоном и Бернардом Батлером. В Великобритании сингл достиг 21 места.
В клипе на «New Generation» вся группа играет в переполненной комнате. Он примечателен использованием эффекта молний и монохромного формата. Режиссёром выступил Ричард Хеслоп.

## Список композиций
Слова и музыка всех песен — написаны Бернардом Батлером и Бреттом Андерсоном, кроме специально отмеченных.
| №  | Название         | Автор(ы)              | Длительность |
| -- | ---------------- | --------------------- | ------------ |
| 1. | «New Generation» |                       | 4:35         |
| 2. | «Together»       | Андерсон, Ричард Оукс | 4:31         |
| 3. | «Bentswood Boys» | Андерсон, Оукс        | 3:19         |

| №  | Название                 | Длительность |
| -- | ------------------------ | ------------ |
| 1. | «New Generation»         | 4:35         |
| 2. | «Animal Nitrate» (live)  | 3:30         |
| 3. | «The Wild Ones» (live)   | 4:37         |
| 4. | «Pantomime Horse» (live) | 6:30         |

| №  | Название         | Автор(ы)       | Длительность |
| -- | ---------------- | -------------- | ------------ |
| 1. | «New Generation» |                |              |
| 2. | «Together»       | Андерсон, Оукс |              |
| 3. | «Benstwood Boys» | Андерсон, Оукс |              |